# Adem Hecini
Adem Hecini, född 13 december 1975, är en algerisk friidrottare. Han deltog vid olympiska sommarspelen 1996, olympiska sommarspelen 2000 och olympiska sommarspelen 2004.